# Singapur Open 1962
Die Singapur Open 1962 im Badminton fanden vom 14. bis zum 16. Dezember 1962 in Singapur statt.

## Finalergebnisse
| Disziplin    | Sieger                     | Finalist                        | Ergebnis    |
| ------------ | -------------------------- | ------------------------------- | ----------- |
| Herreneinzel | Wee Choon Seng             | Lim Wei Lon                     | 15:11, 15:6 |
| Dameneinzel  | Prathin Pattabongse        | Helen Ong                       | 11:6, 11:0  |
| Herrendoppel | Wee Choon Seng Ong Poh Lim | Omar bin Ibrahim Ismail Ibrahim | 15:1, 15:7  |
| Damendoppel  | Helen Ong Vivien Gwee      | Lim Choo Eng Launne Lim         | 15:9, 17:14 |